# طحوريا
طحوريا إحدى قرى مركز شبين القناطر التابع لمحافظة القليوبية بجمهورية مصر العربية، ومن أعلام القرية قارئ القرآن محمد جبريل.

## التاريخ
قرية طحوريا من القرى القديمة، حيث وردت باسم «طحوريه» في أعمال الشرقية ضمن قرى الروك الصلاحي التي أحصاها ابن مماتي في كتاب قوانين الدواوين، كما وردت باسم «طحوريه» في أعمال الشرقية ضمن قرى الروك الناصري التي أحصاها ابن الجيعان في كتاب «التحفة السنية بأسماء البلاد المصرية». وفي العصر العثماني وردت في التربيع العثماني الذي أجراه الوالي العثماني سليمان باشا الخادم في عصر السلطان العثماني سليمان القانوني ضمن قرى ولاية القليوبية، وفي تاريخ 1228هـ/1813م الذي عدّ قرى مصر بعد المسح الذي قام به محمد علي باشا باسم «طحوريا» ضمن قرى مديرية القليوبية.

## السكان
بلغ عدد سكان طحوريا 6,814 نسمة، حسب الإحصاء الرسمي لعام 2006.